# Boehmeria siamensis
Boehmeria siamensis là loài thực vật có hoa trong họ Tầm ma. Loài này được Craib mô tả khoa học đầu tiên năm 1916.